# ناننینگ
نان‌نینگ و نیز نانینگ (به ژوانگ: Namzningz Si)(به چینی: 南宁市، به پین‌یین: NánníngShì) یکی از شهرهای کشور جمهوری خلق چین و مرکز منطقه خودمختار گوانگشی ژوانگ است. جمعیت آن در سال ۲۰۲۰ میلادی برابر ۸٬۷۱۴٬۵۸۴ نفر تخمین زده شده است. جمعیت آن با حومه بیش از شش میلیون و چهارصد هزار نفر است.
این شهر به دلیل داشتن طبیعت سرسبز به شهر سبز شهرت یافته است.

## خصوصیات
شهر در سطح ولایت نان‌نینگ ۲۲٬۰۹۹٫۳۱ کیلومترمربع مساحت و ۸٬۷۴۱٬۵۸۴ نفر جمعیت در سال ۲۰۲۰ میلادی دارد و ۷۳ متر بالاتر از سطح دریا واقع شده است.
۵۱٪ جمعیت شهر را مردم ژوانگ، ۴۷٪ مردم هان و ۱٬۵٪ مردم یائو تشکیل می‌دهند.

## منطقه شهری نان‌نینگ
نان‌نینگ (به چینی: 南宁市区، به پین‌یین: Nánníng shìqū)، مفهومی غیررسمی از مجموعهٔ ۶ منطقهٔ شهری که تشکیل دهندهٔ خود شهر نان‌نینگ است، می‌باشد. این منطقه‌ها شامل:
- منطقه شینگنینگ
- منطقه چینگشیو
- منطقه جیانگنان
- منطقه شیشیانگتانگ
- منطقه لیانگچینگ
- منطقه یونگنینگ

«شهرهای در سطح ولایت» در چین، واحدهای تقسیماتی معمولاً پهناوری هستند، که علاوه بر یک شهر مرکزی، شامل شهرهای دیگر «در سطح شهرستان»، شهرستان‌ها، و مناطق روستایی و کوهستانی و جنگلی نیز می‌شوند. به همین دلیل، در چین، مفهومی چون «منطقهٔ شهری» معنی خاص خود را دارد.
منطقه شهری نان‌نینگ، مساحت ۶٬۴۴۶٫۸۲ کیلومتر مربعی، و در سال ۲۰۲۰ میلادی، جمعیت ۵٬۲۹۳٬۳۵۹ نفری دارد.

## نگارخانه

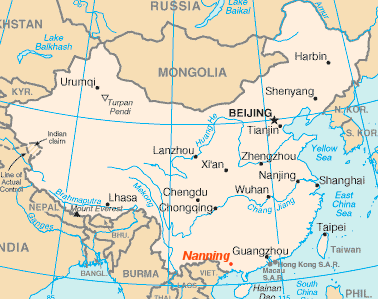
نانینگ در جنوب چین قرار دارد
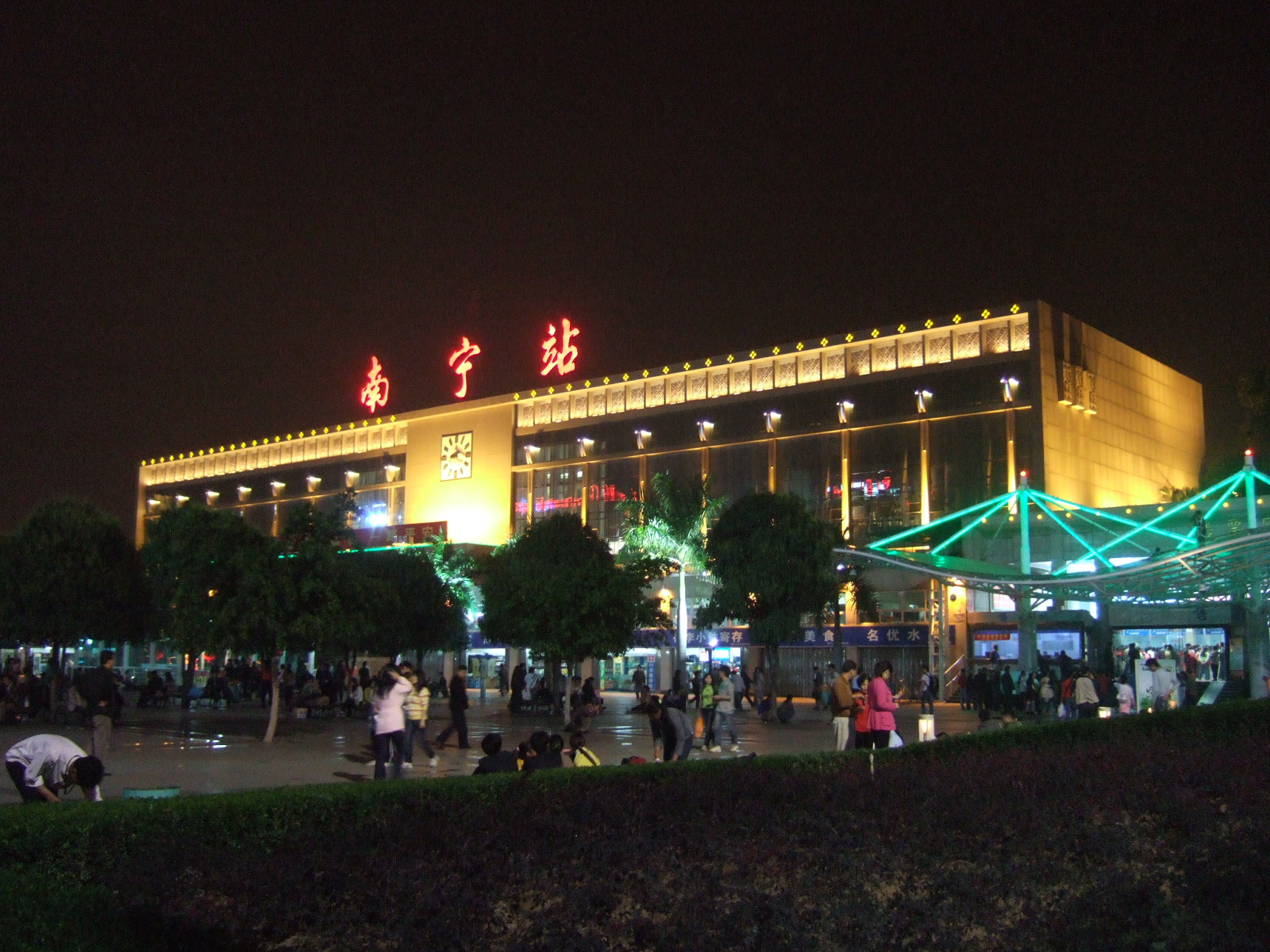
ایستگاه قطار نانینگ